# Gli sguardi i fatti e senhal
Gli sguardi i fatti e senhal è una raccolta di versi scritta dal poeta e critico Andrea Zanzotto fatti stampare nel 1969 a Pieve di Soligo dall'Autore in cinquecento copie e infine pubblicato nel marzo del 1990, in prima edizione, da Arnoldo Mondadori Editore nella collana "I poeti dello Specchio" in seguito ad una: "ricostruzione degli interventi pubblici di Stefano Agosti e dell'Autore, tenuti in occasione della presentazione del poemetto in alcune sedi, e in particolare ad Ivrea, nel settembre del 1973, ove ebbe luogo anche la recitazione del testo".

## Struttura
Il poemetto è costituito da cinquantanove voci dialoganti con una sola voce femminile che parla tra virgolette con la nota-proemio dell'Autore che ne spiega la struttura formale e ne indica eventuali percorsi di lettura: "Protocollo relativo alla prima tavola del test di Rorschach, specialmente al dettaglio centrale, oppure: cinquantanove interventi-battute di altrettanti personaggi (meglio che di uno solo) in colloquio, a modo di "contrasto", con un'altra persona, stabile, che parla tra virgolette, e che è lo stesso dettaglio centrale. Ma anche: panorama su un certo tipo di filmati di consumo e chiacchiere più o meno letterarie del tempo. E ancora: frammenti di un'imprecisa storia dell'avvicinamento umano alla dea-luna, fino al contatto. Ecc."

Il poemetto è, come scrive Giuliana Nuvoli, "[...] la denuncia della violenza: in tutte le sue forme, in ogni tempo e contro ogni essere. Una violenza che, perpetrata nei confronti del personaggio femminile protagonista, simboleggia tutti gli oltraggi che all'uomo è dato subire".
Nel poemetto le scene dialogate si succedono velocissime (come scrive Giulio Ferroni: "Il sovrapporsi di voci dà luogo a un movimento incessante attorno al senhal (Il significato della parola senhal viene data dallo stesso Autore nelle note: " Senhal: nome pubblico che nasconde quello vero (per i trovatori), o semplicemente "segnale", o, volendo, "simbolo del simbolo" e avanti) (nome fittizio usato nella poesia dei trovatori, "segnale" o "simbolo"), figura dell'origine, dell'assenza intorno a cui, secondo Lacan, ruota ogni forma di linguaggio" o sotto forma di una sola battuta o in più consistenti brani di discorso che mettono in evidenza quello che è il supporto narrativo al poema e che ne limita sia l'inizio che la conclusione: l'evento del ferimento-oltraggio. Il referto dell'allunaggio all'inizio è descritto dal poeta come se si fosse trattato di una violenza e aggressione di teppisti: "Doveva accadere laggiù che ti e ti e ti e ti/ lo so che ti hanno||presa a coltellate||lo gridano i filmcroste in moda i fumetti in ik", e alla fine il riferimento ai reperti della spedizione fatta di materiali minimi e insignificanti e completamente inutili per accrescere la conoscenza scientifica del pianeta: "E così minima la refurtiva, e poi subito persa".

Si possono comunque rintracciare all'interno delle differenti scene e scenette, svariate linee di discorso che non interferiscono tra di loro pur conservando la propria individualità. Le linee di discorso evidenziate sono quelle del discorso filmico o fumettistico, del discorso erotico, che se da un lato mette in risalto i temi della verginità, del candore, del gelo, dall'altra si focalizzano sul tema della violenza, della deflorazione e del sangue.

### Temi e riferimenti
Tra i temi dominanti del poemetto vi è il tema della dea-luna, e quindi di Diana, (e in questo caso è esplicito il riferimento all'impresa americana dell'allunaggio dell'Apollo 11 effettuata venti anni prima alla quale il poeta stesso fa riferimento nella Nota al termine delle sue osservazioni: "Mentre scatta il ventennale della grande impresa nei più vari modi, ma poi non molto «solenni, ci si accorge che la Luna è rimasta come da sempre a «fare la luna», mentre in molto è cambiato il modo di concepire il vortice al cui fondo essa sta ancora.") e il tema psicoanalitico riguardante la prima tavola di Rorschach, rappresentata nel suo dettaglio come una specie di figurina femminile, anche se approssimativamente accennata.

#### Il tema della luna e del meta-discorso
I temi sopraindicati non sono nuovi nell'opera di Zanzotto. Il primo riferimento si trova già nella prosa che conclude Sull'altopiano:

"Vedevo, dal mio giaciglio, attraverso l'inferriata, nell'altissimo della notte la luna al suo quarto calante, tagliente e zuccherina; ed essa mi pareva il residuo di una perduta sostanza o cibo a me solo accessibile, di cui io solo avrei potuto nutrirmi, di cui nessuno mi avrebbe mai derubato. La mia vera vita iniziava, iniziava il mio diario".
Il tema della luna è già presente in Dietro il paesaggio dove alla madre /luna di Indizi e luna si oppone, in A foglia e gemma la luna /mondo, ma bisogna arrivare a Vocativo dove si può trovare l'oggetto luna che si antropomorfizza nel mito di Diana nella poesia I compagni del corso avanti o nella poesia Idea dove vi è un esplicito riferimento erotico: "Ed esanime il palpito dei frutti/ e delle selve e della seta e dei / rivelati capelli di Diana,/ del suo felice dolcissimo sesso".
Ma dedicati in modo più significativo al mito lunare sono senza dubbio i due componimenti delle IX Egloghe, 13 settembre 1959 (Variante) e Nautica celeste.

Il primo componimento consiste in un lungo delinearsi senza interruzioni, di attributi e predicazioni alla luna che sin dal suo incipit: "Luna puella pallidula" sarà, come scrive Agosti: [...] antropomorfizzata [...] secondo uno schema di sovrimpressioni oggettuali che costituirà, in Senhal, uno dei cardini del dispositivo sotteso alla dinamica del poemetto; il secondo, invece, leopardianamente vòlto a focalizzare la natura dell'affinità fra la luna e il Soggetto che le si rivolge".

Ma è comunque con La Beltà che i temi fondamentali del raccontare il mito, così come poi ripresi in Senhal, vedono il mito lunare associato all'idea del bianco immacolato e del gelo, come nella poesia La perfezione della neve dove è già, tra l'altro, presente il tema della telecomunicazione: «Pronto. A chi parlo? Riallacciare.» che sarà presente nei versi finali di Senhal: «Passo e chiudo» (Passo e chiudo: come usando un apparecchio ricetrasmittente. Ma non soltanto).
Così, nel componimento successivo intitolato Sì, ancora la neve, il tema della luna-neve si allinea al tema del meta-discorso incluso nelle forme lessicali come «pinzetta» e «graffetta»: "O luna, ormai, /e perfino magnolia e perfino / cometa di neve in afflusso, la neve. /[...] Detto alla neve: «Non mi abbandonerai mai, vero?//E una pinzetta, ora, una graffetta»."

#### Il tema del test psicoanalitico di Rorschach
Compare già nell'VIII componimento della sezione La Beltà, Profezie o memorie o giornali murali, il tema del test psicoanalitico di Rorschach nei versi: «a caccia nel niente per niente/ [...] / a caccia più dentro fino a dare nello spessore / a dar di becco nel sublime-blime molti-/ plicato per il molteplice-plice / ricaduto in gran braci Algol Vega Sol nella lente d'insiemi/ Ah l'esplosione del significare del comporre/ [...]/ «I colori ti salvano»/ (dal commento di un esperto al Rorschach)]»
dove viene riportato, con un accorgimento in enjambement di alcuni vocaboli ("molti-plicato", "molteplice-plic"), la piegatura centrale del foglio del test composto da due immagini che, pur essendo in modo approssimativamente speculari, costituiscono una immagine unica.
Stefano Agosti paragona le due immagini a due luoghi "[...] entrambi suscettibili di infiniti investimenti di senso"
dei quali al primo, la luna, corrispondono investimenti di carattere culturale o simbolico e al secondo, la macchia del test di Rorschach, investimenti improntati alla casualità e libertà perché nascono secondo le reazioni di ciascun individuo con il test.